# Biathlon na Zimowych Igrzyskach Olimpijskich 2006 – sztafeta kobiet
Bieg sztafetowy kobiet podczas Zimowych Igrzysk Olimpijskich 2006 został rozegrany 23 lutego w Cesana San Sicario. W skład każdej reprezentacji wchodziły cztery zawodniczki. Każda z nich miała do pokonania 6-kilometrowy odcinek, podczas którego dwa razy strzelały – w pozycji leżącej oraz w pozycji stojącej.
Złoty medal wywalczyła reprezentacja Rosji, która biegła w składzie: Anna Bogalij, Swietłana Iszmuratowa, Olga Zajcewa oraz Albina Achatowa. Drugie miejsce zajęła reprezentacja Niemiec w składzie: Martina Glagow, Andrea Henkel, Katrin Apel i Kati Wilhelm. Brązowy medal zdobyły reprezentantki Francji: Delphyne Peretto, Florence Baverel-Robert, Sylvie Becaert oraz Sandrine Bailly.

## Tło
Bieg sztafetowy kobiet na Zimowych Igrzyskach Olimpijskich 2006 w Turynie był trzecią tego rodzaju konkurencją w sezonie 2005/2006. Zawodniczki rywalizowały wcześniej w niemieckim Oberhofie i Ruhpolding. Pierwsze zawody wygrała reprezentacja Francji, biegnąca w składzie identycznym jak na igrzyskach: Delphyne Peretto, Florence Baverel-Robert, Sylvie Becaert, Sandrine Bailly. Drugie miejsce zajęły Niemki, a trzecie reprezentacja Białorusi. Drugie zawody wygrały Rosjanki, które także biegły w takim samym składzie jak na tych igrzyskach: Anna Bogalij, Swietłana Iszmuratowa, Albina Achatowa, Olga Zajcewa. Drugie miejsce znów zajęła reprezentacja Niemiec, a trzecią pozycję wywalczyły Słowenki.
Mistrzostwo świata w tej konkurencji w 2005 roku wywalczyła reprezentacja Rosji, biegnąca w składzie: Olga Pylowa, Swietłana Iszmuratowa, Anna Bogalij oraz Olga Zajcewa. Olga Pylowa nie mogła wystartować w tej konkurencji na igrzyskach, ponieważ została zdyskwalifikowana w jednym ze wcześniejszych biegów. Drugie miejsce podczas mistrzostw zajęły Niemki, a trzecie Białorusinki.
Na poprzednich igrzyskach złoty medal zdobyły reprezentantki Niemiec: Katrin Apel, Uschi Disl, Andrea Henkel oraz Kati Wilhelm. Srebrny medal wywalczyła reprezentacja Norwegii, a brązowy reprezentantki Rosji.
| data                                                               | miejscowość                                   | zwycięzcy                                     | zwycięzcy                                     | drudzy                                        | drudzy                                        | trzeci                                        | trzeci                                        | źródło                                        |
| data                                                               | miejscowość                                   | czas                                          | strzelanie                                    | czas                                          | strzelanie                                    | czas                                          | strzelanie                                    | źródło                                        |
| Wyniki biegu sztafetowego w sezonie 2005/2006                      | Wyniki biegu sztafetowego w sezonie 2005/2006 | Wyniki biegu sztafetowego w sezonie 2005/2006 | Wyniki biegu sztafetowego w sezonie 2005/2006 | Wyniki biegu sztafetowego w sezonie 2005/2006 | Wyniki biegu sztafetowego w sezonie 2005/2006 | Wyniki biegu sztafetowego w sezonie 2005/2006 | Wyniki biegu sztafetowego w sezonie 2005/2006 | Wyniki biegu sztafetowego w sezonie 2005/2006 |
| ------------------------------------------------------------------ | --------------------------------------------- | --------------------------------------------- | --------------------------------------------- | --------------------------------------------- | --------------------------------------------- | --------------------------------------------- | --------------------------------------------- | --------------------------------------------- |
| 4 stycznia                                                         | Oberhof                                       | Francja                                       | Francja                                       | Niemcy                                        | Niemcy                                        | Białoruś                                      | Białoruś                                      | [ 1 ]                                         |
| 4 stycznia                                                         | Oberhof                                       | 1:22:34,3                                     | 1+10                                          | 1:22:41,4                                     | 4+15                                          | 1:22:53,6                                     | 2+11                                          | [ 1 ]                                         |
| 11 stycznia                                                        | Ruhpolding                                    | Rosja                                         | Rosja                                         | Niemcy                                        | Niemcy                                        | Słowenia                                      | Słowenia                                      | [ 2 ]                                         |
| 11 stycznia                                                        | Ruhpolding                                    | 1:19:29,8                                     | 0+1                                           | 1:19:29,9                                     | 0+4                                           | 1:20:57,1                                     | 0+5                                           | [ 2 ]                                         |
| Wyniki biegu sztafetowego na Mistrzostwach Świata 2005             |                                               |                                               |                                               |                                               |                                               |                                               |                                               |                                               |
| 11 marca                                                           | Hochfilzen                                    | Rosja                                         | Rosja                                         | Niemcy                                        | Niemcy                                        | Białoruś                                      | Białoruś                                      | [ 5 ]                                         |
| 11 marca                                                           | Hochfilzen                                    | 1:13:44,4                                     | 0+7                                           | 1:14:25,8                                     | 1+12                                          | 1:14:37,6                                     | 1+9                                           | [ 5 ]                                         |
| Wyniki biegu sztafetowego na Zimowych Igrzyskach Olimpijskich 2002 |                                               |                                               |                                               |                                               |                                               |                                               |                                               |                                               |
| 18 lutego                                                          | Salt Lake City                                | Niemcy                                        | Niemcy                                        | Norwegia                                      | Norwegia                                      | Rosja                                         | Rosja                                         | [ 6 ]                                         |
| 18 lutego                                                          | Salt Lake City                                | 1:27:55,0                                     | 1+7                                           | 1:28:25,6                                     | 0+9                                           | 1:29:19,7                                     | 2+13                                          | [ 6 ]                                         |

## Lista startowa
Opracowano na podstawie materiału źródłowego:
| Numer | Reprezentacja | Zawodniczki                                                             |
| ----- | ------------- | ----------------------------------------------------------------------- |
| 1     | Rosja         | Anna Bogalij Swietłana Iszmuratowa Olga Zajcewa Albina Achatowa         |
| 2     | Niemcy        | Martina Glagow Andrea Henkel Katrin Apel Kati Wilhelm                   |
| 3     | Norwegia      | Tora Berger Liv Grete Poirée Gunn Margit Andreassen Linda Tjørhom       |
| 4     | Francja       | Delphyne Peretto Florence Baverel-Robert Sylvie Becaert Sandrine Bailly |
| 5     | Słowenia      | Teja Gregorin Andreja Mali Dijana Grudiček Tadeja Brankovič             |
| 6     | Białoruś      | Jekatierina Iwanowa Olga Nazarowa Ludmiła Anańka Ołena Zubryłowa        |
| 7     | Chiny         | Kong Yingchao Sun Ribo Yin Qiao Liu Xianying                            |
| 8     | Ukraina       | Oksana Chwostenko Ołena Petrowa Nina Łemesz Lilija Jefremowa            |
| 9     | Bułgaria      | Pawlina Filipowa Radka Popowa Irina Nikułczina Ekaterina Dafowska       |

| Numer | Reprezentacja     | Zawodniczki                                                          |
| ----- | ----------------- | -------------------------------------------------------------------- |
| 10    | Czechy            | Kateřina Holubcová Lenka Faltusová Magda Rezlerová Zdeňka Vejnarová  |
| 11    | Polska            | Krystyna Pałka Magdalena Gwizdoń Katarzyna Ponikwia Magdalena Grzywa |
| 12    | Słowacja          | Anna Murínová Marcela Pavkovčeková Martina Halinárová Soňa Mihoková  |
| 13    | Kanada            | Zina Kocher Sandra Keith Martine Albert Marie Pierre Parent          |
| 14    | Japonia           | Tomomi Otaka Kanae Meguro Tamami Tanaka Ikuyo Tsukidate              |
| 15    | Włochy            | Michela Ponza Saskia Santer Nathalie Santer Barbara Ertl             |
| 16    | Rumunia           | Dana Plotogea Éva Tófalvi Mihaela Purdea Alexandra Rusu              |
| 17    | Łotwa             | Madara Līduma Anžela Brice Linda Savļaka Gerda Krūmiņa               |
| 18    | Stany Zjednoczone | Rachel Steer Tracy Barnes Lanny Barnes Carolyn Treacy                |

## Przebieg rywalizacji
Opracowano na podstawie materiału źródłowego:

### Pierwsza zmiana
Liderem po pierwszej zmianie była Anna Bogalij z reprezentacji Rosji. Bogalij raz spudłowała na strzelnicy i z jednym dobranym nabojem wyprzedzała o 11,4 sekundy Bułgarkę Pawlinę Filipową. Na trzeciej pozycji na zmianę wbiegła Martina Glagow – reprezentantka Niemiec. Łącznie 4 zawodniczki nie popełniły żadnego błędu na strzelnicy podczas obu strzelań. Jedna zawodniczka, reprezentantka Norwegii Tora Berger, musiała pokonać rundę karną.
| Lp. | Reprezentacja | Zawodniczka         | Czas (min) | Strata      | Strzelanie zawodniczki | Strzelanie drużyny |
| --- | ------------- | ------------------- | ---------- | ----------- | ---------------------- | ------------------ |
| 1.  | Rosja         | Anna Bogalij        | 19:06,3    |             | 0+1                    | 0+1                |
| 2.  | Bułgaria      | Pawlina Filipowa    | 19:17,7    | +11,4 s     | 0+0                    | 0+0                |
| 3.  | Niemcy        | Martina Glagow      | 19:18,8    | +12,5 s     | 0+3                    | 0+3                |
| 4.  | Włochy        | Michela Ponza       | 19:22,7    | +16,4 s     | 0+1                    | 0+1                |
| 5.  | Białoruś      | Jekatierina Iwanowa | 19:33,0    | +26,7 s     | 0+2                    | 0+2                |
| 6.  | Łotwa         | Madara Līduma       | 19:35,8    | +29,5 s     | 0+3                    | 0+3                |
| 7.  | Słowenia      | Teja Gregorin       | 19:45,2    | +38,9 s     | 0+0                    | 0+0                |
| 8.  | Chiny         | Kong Yingchao       | 19:51,1    | +44,8 s     | 0+0                    | 0+0                |
| 9.  | Polska        | Krystyna Pałka      | 20:11,1    | +1:04,8 min | 0+3                    | 0+3                |
| 10. | Ukraina       | Oksana Chwostenko   | 20:14,2    | +1:07,9 min | 0+0                    | 0+0                |

### Druga zmiana
Po drugiej zmianie na prowadzeniu nadal były Rosjanki. Swietłana Iszmuratowa dobierała jeden nabój i Rosjanki na zmianie wyprzedzały o 32,2 sekundy Niemki. Andrea Henkel dobierała trzy naboje. Na trzecie miejsce awansowały Norweżki – biegnąca na drugiej zmianie Liv Grete Poirée dobierała dwa naboje. Podczas drugiej zmiany żadna zawodniczka nie strzelała bezbłędnie. Dwie zawodniczki – Bułgarka Radka Popowa i Chinka Sun Ribo musiały pokonać jedną rundę karną.
| Lp. | Reprezentacja | Zawodniczka             | Czas (min) | Strata      | Strzelanie zawodniczki | Strzelanie drużyny |
| --- | ------------- | ----------------------- | ---------- | ----------- | ---------------------- | ------------------ |
| 1.  | Rosja         | Swietłana Iszmuratowa   | 38:02,5    |             | 0+1                    | 0+2                |
| 2.  | Niemcy        | Andrea Henkel           | 38:34,7    | +32,2 s     | 0+2                    | 0+5                |
| 3.  | Norwegia      | Liv Grete Poirée        | 39:11,3    | +1:08,8 min | 0+2                    | 1+6                |
| 4.  | Białoruś      | Olga Nazarowa           | 39:18,8    | +1:16,3 min | 0+4                    | 0+6                |
| 5.  | Francja       | Florence Baverel-Robert | 39:49,1    | +1:46,6 min | 0+1                    | 0+4                |
| 6.  | Polska        | Magdalena Gwizdoń       | 39:50,4    | +1:47,9 min | 0+3                    | 0+6                |
| 7.  | Ukraina       | Ołena Petrowa           | 39:50,9    | +1:48,4 min | 0+2                    | 0+2                |
| 8.  | Słowenia      | Andreja Mali            | 39:55,0    | +1:52,5 min | 0+1                    | 0+1                |
| 9.  | Bułgaria      | Radka Popowa            | 40:00,8    | +1:58,3 min | 1+3                    | 1+3                |
| 10. | Włochy        | Saskia Santer           | 40:01,0    | +1:58,5 min | 0+4                    | 0+5                |

### Trzecia zmiana
Biegnąca na trzeciej zmianie reprezentantka Rosji – Olga Zajcewa powiększyła przewagę nad reprezentacją Niemiec. Rosjanka wykonała bezbłędne strzelania i przy zmianie jej przewaga nad Katrin Apel, która musiała pokonać rundę karną, wynosiła 1 minutę i 10,9 sekundy. Na trzecie miejsce awansowała reprezentacja Białorusi, w której składzie na tej zmianie biegła Ludmiła Anańka. Podczas trzeciej zmiany tylko Olga Zajcewa wykonała bezbłędne strzelania. Cztery zawodniczki musiały pokonać jedną rundę karną, dwie zawodniczki dwie rundy karne, a jedna trzy dodatkowe rundy.
| Lp. | Reprezentacja | Zawodniczka            | Czas (min) | Strata      | Strzelanie zawodniczki | Strzelanie drużyny |
| --- | ------------- | ---------------------- | ---------- | ----------- | ---------------------- | ------------------ |
| 1.  | Rosja         | Olga Zajcewa           | 57:09,3    |             | 0+0                    | 0+2                |
| 2.  | Niemcy        | Katrin Apel            | 58:20,2    | +1:10,9 min | 1+3                    | 1+8                |
| 3.  | Białoruś      | Ludmiła Anańka         | 59:12,7    | +2:03,4 min | 0+1                    | 0+7                |
| 4.  | Francja       | Sylvie Becaert         | 59:39,3    | +2:30,0 min | 0+2                    | 0+6                |
| 5.  | Słowenia      | Dijana Grudiček        | 59:39,5    | +2:30,2 min | 0+4                    | 0+5                |
| 6.  | Norwegia      | Gunn Margit Andreassen | 59:43,3    | +2:34,0 min | 0+3                    | 1+9                |
| 7.  | Polska        | Katarzyna Ponikwia     | 1:00:05,9  | +2:56,6 min | 0+2                    | 0+8                |
| 8.  | Bułgaria      | Irina Nikułczina       | 1:00:28,0  | +3:18,7 min | 1+6                    | 2+9                |
| 9.  | Chiny         | Yin Qiao               | 1:01:27,9  | +4:18,6 min | 1+4                    | 2+9                |
| 10. | Ukraina       | Nina Łemesz            | 1:01:28,4  | +4:19,1 min | 2+6                    | 2+8                |

### Czwarta zmiana
Po ostatnim strzelaniu prowadziła reprezentacja Rosji. Biegnąca na ostatniej zmianie Albina Achatowa oddała bezbłędne strzelania i po wybiegnięciu ze strzelnicy miała 55,9 sekundy przewagi nad Niemką Kati Wilhelm. Na trzeciej pozycji biegła Białorusinka Ołena Zubryłowa, która miała 12,8 sekundy przewagi nad Francuzką Sandrine Bailly, jednak Bailly wyprzedziła Zubryłową i reprezentacja Francji zdobyła brązowy medal. Podczas ostatniej zmiany trzy zawodniczki strzelały bezbłędnie, siedem zawodniczek musiało pokonać rundę karną, a jedna – Gerda Krūmiņa dwie rundy karne.
| Lp. | Reprezentacja | Zawodniczka        | Czas (min) | Strata      | Strzelanie zawodniczki | Strzelanie drużyny |
| --- | ------------- | ------------------ | ---------- | ----------- | ---------------------- | ------------------ |
| 1.  | Rosja         | Albina Achatowa    | 1:10:26,9  |             | 0+0                    | 0+2                |
| 2.  | Niemcy        | Kati Wilhelm       | 1:11:22,8  | +55,9 s     | 0+0                    | 1+8                |
| 3.  | Białoruś      | Ołena Zubryłowa    | 1:12:50,3  | +2:23,4 min | 0+1                    | 0+8                |
| 4.  | Francja       | Sandrine Bailly    | 1:13:03,1  | +2:36,2 min | 0+2                    | 0+8                |
| 5.  | Norwegia      | Linda Tjørhom      | 1:13:59,3  | +3:32,4 min | 0+4                    | 1+13               |
| 6.  | Słowenia      | Tadeja Brankovič   | 1:14:05,8  | +3:38,9 min | 1+6                    | 1+11               |
| 7.  | Polska        | Magdalena Grzywa   | 1:14:12,2  | +3:45,3 min | 0+0                    | 0+8                |
| 8.  | Bułgaria      | Ekaterina Dafowska | 1:14:50,9  | +4:24,0 min | 1+5                    | 3+14               |
| 9.  | Chiny         | Liu Xianying       | 1:16:00,2  | +5:33,3 min | 0+4                    | 2+13               |
| 10. | Słowacja      | Soňa Mihoková      | 1:16:08,1  | +5:41,2 min | 0+4                    | 0+10               |

### Dodatkowe informacje
Podczas pierwszej zmiany najszybciej oba strzelania wykonała Oksana Chwostenko, której zsumowany czas wyniósł 55 sekund. Ukraina przy tym nie popełniła żadnego błędu. Z uwzględnieniem wbiegu na strzelnicę, samego strzelania, wygiegu oraz pokonania ewentualnej rundy karnej, najlepszy czas miała także Chwostenko, która na wykonanie tych czynności potrzebowała 1 minutę i 52,8 sekundy. Na drugiej zmianie ze strzelaniami najszybciej uporała się Francuzka Florence Baverel-Robert. Potrzebowała ona 57 sekund na wykonanie samych strzelań, a na cały pobyt na strzelnicy (wbiegnięcie, strzelanie, wybiegnięcie) musiała poświęcić 1 minutę i 53,7 sekundy. Na trzeciej zmianie strzelanie i pobyt na strzelnicy najmniej czasu zajął Rosjance Oldze Zajcewej. Strzelania wykonała w 57 sekund, natomiast pobyt na strzelnicy zajął jej 1 minutę i 52,2 sekundy. Na ostatniej zmianie najszybciej strzelania wykonała Niemka Kati Wilhelm – w czasie 1 minuty i 7 sekund, nie popełniając żadnego błędu. Z uwzględnieniem wbiegu na strzelnicę, samego strzelania, wygiegu oraz pokonania ewentualnej rundy karnej, najlepszy czas miała także Niemka, która te czynności wykonała w czasie 2 minut i 1,4 sekundy.
Na pierwszej zmianie najszybszy czas biegu miała Anna Bogalij. Na drugiej – Liv Grete Poirée, na trzeciej – Irina Nikułczina i na czwartej zmianie – Sandrine Bailly.
Pierwsza zmiana
| Lp. | Strzelania                  | Pobyt na strzelnicy            | Czas biegu                        |
| --- | --------------------------- | ------------------------------ | --------------------------------- |
| 1.  | Oksana Chwostenko (55 s)    | Oksana Chwostenko (1:52,8 min) | Anna Bogalij (17:00,3 min)        |
| 2.  | Pawlina Filipowa (1:00 min) | Michela Ponza (1:54,0 min)     | Martina Glagow (17:02,1 min)      |
| 3.  | Michela Ponza (1:02 min)    | Pawlina Filipowa (1:55,2 min)  | Jekatierina Iwanowa (17:08,8 min) |

Druga zmiana
| Lp. | Strzelania                       | Pobyt na strzelnicy                  | Czas biegu                          |
| --- | -------------------------------- | ------------------------------------ | ----------------------------------- |
| 1.  | Florence Baverel-Robert (57 s)   | Florence Baverel-Robert (1:53,7 min) | Liv Grete Poirée (16:36,2 min)      |
| 2.  | Lenka Faltusová (1:04 min)       | Lenka Faltusová (2:01,1 min)         | Swietłana Iszmuratowa (16:52,9 min) |
| 3.  | Swietłana Iszmuratowa (1:07 min) | Swietłana Iszmuratowa (2:03,3 min)   | Andrea Henkel (17:01,4 min)         |

Trzecia zmiana
| Lp. | Strzelania                | Pobyt na strzelnicy         | Czas biegu                     |
| --- | ------------------------- | --------------------------- | ------------------------------ |
| 1.  | Olga Zajcewa (57 s)       | Olga Zajcewa (1:52,2 min)   | Irina Nikułczina (16:48,3 min) |
| 2.  | Ludmiła Anańka (1:01 min) | Ludmiła Anańka (1:56,4 min) | Katrin Apel (16:58,7 min)      |
| 3.  | Lanny Barnes (1:07 min)   | Lanny Barnes (2:06,6 min)   | Dijana Grudiček (17:13,0 min)  |

Czwarta zmiana
| Lp. | Strzelania                  | Pobyt na strzelnicy           | Czas biegu                    |
| --- | --------------------------- | ----------------------------- | ----------------------------- |
| 1.  | Kati Wilhelm (1:07 s)       | Kati Wilhelm (2:01,4 min)     | Sandrine Bailly (16:36,7 min) |
| 2.  | Magdalena Grzywa (1:08 min) | Magdalena Grzywa (2:06,9 min) | Kati Wilhelm (16:41,6 min)    |
| 3.  | Barbara Ertl (1:09 min)     | Barbara Ertl (2:09,9 min)     | Albina Achatowa (16:52,2 min) |

## Wyniki końcowe
Opracowano na podstawie materiału źródłowego:
| Poz. | Bib | Reprezentacja            | Zawodniczki             | Strzelanie zawodniczki | Czas zawodniczki | Strzelanie drużyny | Czas drużyny | Strata   |
| ---- | --- | ------------------------ | ----------------------- | ---------------------- | ---------------- | ------------------ | ------------ | -------- |
| 01 ! | 1   | Rosja                    | Anna Bogalij            | 0+1                    | 19:06,3          | 0+2                | 1:16:12,5    | —        |
| 01 ! | 1   | Rosja                    | Swietłana Iszmuratowa   | 0+1                    | 18:56,2          | 0+2                | 1:16:12,5    | —        |
| 01 ! | 1   | Rosja                    | Olga Zajcewa            | 0+0                    | 19:06,8          | 0+2                | 1:16:12,5    | —        |
| 01 ! | 1   | Rosja                    | Albina Achatowa         | 0+0                    | 19:03,2          | 0+2                | 1:16:12,5    | —        |
| 02 ! | 2   | Niemcy                   | Martina Glagow          | 0+3                    | 19:18,8          | 1+8                | 1:17:03,2    | +50,7    |
| 02 ! | 2   | Niemcy                   | Andrea Henkel           | 0+2                    | 19:15,9          | 1+8                | 1:17:03,2    | +50,7    |
| 02 ! | 2   | Niemcy                   | Katrin Apel             | 1+3                    | 19:45,5          | 1+8                | 1:17:03,2    | +50,7    |
| 02 ! | 2   | Niemcy                   | Kati Wilhelm            | 0+0                    | 18:43,0          | 1+8                | 1:17:03,2    | +50,7    |
| 03 ! | 4   | Francja                  | Delphyne Peretto        | 0+3                    | 20:46,5          | 0+8                | 1:18:38,7    | +2:26,2  |
| 03 ! | 4   | Francja                  | Florence Baverel-Robert | 0+1                    | 19:02,6          | 0+8                | 1:18:38,7    | +2:26,2  |
| 03 ! | 4   | Francja                  | Sylvie Becaert          | 0+2                    | 19:50,2          | 0+8                | 1:18:38,7    | +2:26,2  |
| 03 ! | 4   | Francja                  | Sandrine Bailly         | 0+2                    | 18:59,4          | 0+8                | 1:18:38,7    | +2:26,2  |
| 4.   | 6   | Białoruś                 | Jekatierina Iwanowa     | 0+2                    | 19:33,0          | 0+8                | 1:19:19,6    | +3:07,1  |
| 4.   | 6   | Białoruś                 | Olga Nazarowa           | 0+4                    | 19:45,8          | 0+8                | 1:19:19,6    | +3:07,1  |
| 4.   | 6   | Białoruś                 | Ludmiła Anańka          | 0+1                    | 19:53,9          | 0+8                | 1:19:19,6    | +3:07,1  |
| 4.   | 6   | Białoruś                 | Ołena Zubryłowa         | 0+1                    | 20:06,9          | 0+8                | 1:19:19,6    | +3:07,1  |
| 5.   | 3   | Norwegia                 | Tora Berger             | 1+4                    | 20:28,1          | 1+13               | 1:19:34,4    | +3:21,9  |
| 5.   | 3   | Norwegia                 | Liv Grete Poirée        | 0+2                    | 18:43,2          | 1+13               | 1:19:34,4    | +3:21,9  |
| 5.   | 3   | Norwegia                 | Gunn Margit Andreassen  | 0+3                    | 20:32,0          | 1+13               | 1:19:34,4    | +3:21,9  |
| 5.   | 3   | Norwegia                 | Linda Tjørhom           | 0+4                    | 19:51,1          | 1+13               | 1:19:34,4    | +3:21,9  |
| 6.   | 5   | Słowenia                 | Teja Gregorin           | 0+0                    | 19:45,2          | 1+11               | 1:19:55,7    | +3:43,2  |
| 6.   | 5   | Słowenia                 | Andreja Mali            | 0+1                    | 20:09,8          | 1+11               | 1:19:55,7    | +3:43,2  |
| 6.   | 5   | Słowenia                 | Dijana Grudiček         | 0+4                    | 19:44,5          | 1+11               | 1:19:55,7    | +3:43,2  |
| 6.   | 5   | Słowenia                 | Tadeja Brankovič        | 1+6                    | 20:16,2          | 1+11               | 1:19:55,7    | +3:43,2  |
| 7.   | 11  | Polska                   | Krystyna Pałka          | 0+3                    | 20:11,1          | 0+8                | 1:20:29,3    | +4:16,8  |
| 7.   | 11  | Polska                   | Magdalena Gwizdoń       | 0+3                    | 19:39,3          | 0+8                | 1:20:29,3    | +4:16,8  |
| 7.   | 11  | Polska                   | Katarzyna Ponikwia      | 0+2                    | 20:15,5          | 0+8                | 1:20:29,3    | +4:16,8  |
| 7.   | 11  | Polska                   | Magdalena Grzywa        | 0+0                    | 20:23,4          | 0+8                | 1:20:29,3    | +4:16,8  |
| 8.   | 9   | Bułgaria                 | Pawlina Filipowa        | 0+0                    | 19:17,7          | 3+14               | 1:20:38,7    | +4:26,2  |
| 8.   | 9   | Bułgaria                 | Radka Popowa            | 1+3                    | 20:43,1          | 3+14               | 1:20:38,7    | +4:26,2  |
| 8.   | 9   | Bułgaria                 | Irina Nikułczina        | 1+6                    | 20:27,2          | 3+14               | 1:20:38,7    | +4:26,2  |
| 8.   | 9   | Bułgaria                 | Ekaterina Dafowska      | 1+5                    | 20:10,7          | 3+14               | 1:20:38,7    | +4:26,2  |
| 9.   | 7   | Chińska Republika Ludowa | Kong Yingchao           | 0+0                    | 19:51,1          | 2+13               | 1:21:43,7    | +5:31,2  |
| 9.   | 7   | Chińska Republika Ludowa | Sun Ribo                | 1+5                    | 20:41,5          | 2+13               | 1:21:43,7    | +5:31,2  |
| 9.   | 7   | Chińska Republika Ludowa | Yin Qiao                | 1+4                    | 20:55,3          | 2+13               | 1:21:43,7    | +5:31,2  |
| 9.   | 7   | Chińska Republika Ludowa | Liu Xianying            | 0+4                    | 20:15,8          | 2+13               | 1:21:43,7    | +5:31,2  |
| 10.  | 12  | Słowacja                 | Anna Murínová           | 0+2                    | 21:09,2          | 0+10               | 1:21:55,5    | +5:43,0  |
| 10.  | 12  | Słowacja                 | Marcela Pavkovčeková    | 0+3                    | 20:12,2          | 0+10               | 1:21:55,5    | +5:43,0  |
| 10.  | 12  | Słowacja                 | Martina Halinárová      | 0+1                    | 20:35,4          | 0+10               | 1:21:55,5    | +5:43,0  |
| 10.  | 12  | Słowacja                 | Soňa Mihoková           | 0+4                    | 19:58,7          | 0+10               | 1:21:55,5    | +5:43,0  |
| 11.  | 8   | Ukraina                  | Oksana Chwostenko       | 0+0                    | 20:14,2          | 3+14               | 1:21:55,5    | +5:43,0  |
| 11.  | 8   | Ukraina                  | Ołena Petrowa           | 0+2                    | 19:36,7          | 3+14               | 1:21:55,5    | +5:43,0  |
| 11.  | 8   | Ukraina                  | Nina Łemesz             | 2+6                    | 21:37,5          | 3+14               | 1:21:55,5    | +5:43,0  |
| 11.  | 8   | Ukraina                  | Lilija Jefremowa        | 1+6                    | 20:27,1          | 3+14               | 1:21:55,5    | +5:43,0  |
| 12.  | 15  | Włochy                   | Michela Ponza           | 0+1                    | 19:22,7          | 3+9                | 1:22:42,7    | +6:30,2  |
| 12.  | 15  | Włochy                   | Saskia Santer           | 0+4                    | 20:38,3          | 3+9                | 1:22:42,7    | +6:30,2  |
| 12.  | 15  | Włochy                   | Nathalie Santer         | 3+3                    | 22:01,1          | 3+9                | 1:22:42,7    | +6:30,2  |
| 12.  | 15  | Włochy                   | Barbara Ertl            | 0+1                    | 20:40,6          | 3+9                | 1:22:42,7    | +6:30,2  |
| 13.  | 10  | Czechy                   | Kateřina Holubcová      | 0+1                    | 20:47,3          | 1+12               | 1:24:14,8    | +8:02,3  |
| 13.  | 10  | Czechy                   | Lenka Faltusová         | 0+1                    | 20:34,8          | 1+12               | 1:24:14,8    | +8:02,3  |
| 13.  | 10  | Czechy                   | Magda Rezlerová         | 0+6                    | 21:23,6          | 1+12               | 1:24:14,8    | +8:02,3  |
| 13.  | 10  | Czechy                   | Zdeňka Vejnarová        | 1+4                    | 21:29,1          | 1+12               | 1:24:14,8    | +8:02,3  |
| 14.  | 16  | Rumunia                  | Dana Plotogea           | 0+6                    | 21:26,7          | 3+18               | 1:25:13,3    | +9:00,8  |
| 14.  | 16  | Rumunia                  | Éva Tófalvi             | 0+3                    | 19:38,1          | 3+18               | 1:25:13,3    | +9:00,8  |
| 14.  | 16  | Rumunia                  | Mihaela Purdea          | 2+5                    | 22:09,8          | 3+18               | 1:25:13,3    | +9:00,8  |
| 14.  | 16  | Rumunia                  | Alexandra Rusu          | 1+4                    | 21:58,7          | 3+18               | 1:25:13,3    | +9:00,8  |
| 15.  | 18  | Stany Zjednoczone        | Rachel Steer            | 0+4                    | 20:31,1          | 0+11               | 1:25:20,3    | +9:07,8  |
| 15.  | 18  | Stany Zjednoczone        | Tracy Barnes            | 0+2                    | 22:07,0          | 0+11               | 1:25:20,3    | +9:07,8  |
| 15.  | 18  | Stany Zjednoczone        | Lanny Barnes            | 0+2                    | 21:21,7          | 0+11               | 1:25:20,3    | +9:07,8  |
| 15.  | 18  | Stany Zjednoczone        | Carolyn Treacy          | 0+3                    | 21:20,5          | 0+11               | 1:25:20,3    | +9:07,8  |
| 16.  | 14  | Japonia                  | Tomomi Otaka            | 2+5                    | 23:21,2          | 4+14               | 1:26:09,0    | +9:56,5  |
| 16.  | 14  | Japonia                  | Kanae Meguro            | 0+2                    | 19:58,5          | 4+14               | 1:26:09,0    | +9:56,5  |
| 16.  | 14  | Japonia                  | Tamami Tanaka           | 1+4                    | 21:21,3          | 4+14               | 1:26:09,0    | +9:56,5  |
| 16.  | 14  | Japonia                  | Ikuyo Tsukidate         | 1+3                    | 21:28,0          | 4+14               | 1:26:09,0    | +9:56,5  |
| 17.  | 13  | Kanada                   | Zina Kocher             | 0+1                    | 20:24,3          | 1+10               | 1:26:09,7    | +9:57,2  |
| 17.  | 13  | Kanada                   | Sandra Keith            | 0+3                    | 21:32,8          | 1+10               | 1:26:09,7    | +9:57,2  |
| 17.  | 13  | Kanada                   | Martine Albert          | 0+2                    | 21:25,2          | 1+10               | 1:26:09,7    | +9:57,2  |
| 17.  | 13  | Kanada                   | Marie Pierre Parent     | 1+4                    | 22:47,4          | 1+10               | 1:26:09,7    | +9:57,2  |
| 18.  | 17  | Łotwa                    | Madara Līduma           | 0+3                    | 19:35,8          | 2+11               | 1:26:21,3    | +10:08,8 |
| 18.  | 17  | Łotwa                    | Anžela Brice            | 0+1                    | 20:57,9          | 2+11               | 1:26:21,3    | +10:08,8 |
| 18.  | 17  | Łotwa                    | Linda Savļaka           | 0+1                    | 22:07,3          | 2+11               | 1:26:21,3    | +10:08,8 |
| 18.  | 17  | Łotwa                    | Gerda Krūmiņa           | 2+6                    | 23:40,3          | 2+11               | 1:26:21,3    | +10:08,8 |

## Po zawodach
Opracowano na podstawie materiałów źródłowych:
| Pozycja | Reprezentacja | Punkty | Strata |
| ------- | ------------- | ------ | ------ |
| 1.      | Rosja         | 189    | –      |
| 2.      | Niemcy        | 181    | +8     |
| 3.      | Francja       | 179    | +10    |
| 4.      | Norwegia      | 171    | +18    |
| 5.      | Słowenia      | 157    | +32    |
| 6.      | Białoruś      | 154    | +35    |
| 7.      | Chiny         | 131    | +58    |
| 8.      | Bułgaria      | 131    | +58    |
| 9.      | Ukraina       | 108    | +81    |
| 10.     | Słowacja      | 105    | +84    |
| 11.     | Polska        | 98     | +91    |
| 12.     | Czechy        | 90     | +99    |
| 13.     | Finlandia     | 88     | +101   |
| 14.     | Włochy        | 83     | +106   |
| 15.     | Kanada        | 79     | +110   |

| Pozycja | Reprezentacja | Punkty | Strata |
| ------- | ------------- | ------ | ------ |
| 1.      | Rosja         | 5291   | –      |
| 2.      | Niemcy        | 5286   | +5     |
| 3.      | Francja       | 4800   | +491   |
| 4.      | Norwegia      | 4538   | +753   |
| 5.      | Białoruś      | 4394   | +897   |
| 6.      | Chiny         | 4233   | +1058  |
| 7.      | Słowenia      | 4185   | +1106  |
| 8.      | Bułgaria      | 3600   | +1691  |
| 9.      | Ukraina       | 3552   | +1739  |
| 10.     | Słowacja      | 3396   | +1895  |
| 11.     | Polska        | 3284   | +2007  |
| 12.     | Czechy        | 3240   | +2051  |
| 13.     | Włochy        | 3030   | +2261  |
| 14.     | Kanada        | 2870   | +2421  |
| 15.     | Japonia       | 2635   | +2656  |

## Składy zespołów
1. ↑  W składzie: Delphyne Peretto, Florence Baverel-Robert, Sylvie Becaert, Sandrine Bailly
2. ↑  W składzie: Uschi Disl, Andrea Henkel, Katrin Apel, Kati Wilhelm
3. ↑  W składzie: Jekatierina Iwanowa, Olga Nazarowa, Ludmiła Anańka, Ołena Zubryłowa
4. ↑  W składzie: Anna Bogalij, Swietłana Iszmuratowa, Albina Achatowa, Olga Zajcewa
5. ↑  W składzie: Martina Glagow, Andrea Henkel, Katrin Apel, Simone Denkinger
6. ↑  W składzie: Teja Gregorin, Andreja Mali, Andreja Koblar, Tadeja Brankovič
7. ↑  W składzie: Olga Pylowa, Swietłana Iszmuratowa, Anna Bogalij, Olga Zajcewa
8. ↑  W składzie: Uschi Disl, Katrin Apel, Andrea Henkel, Kati Wilhelm
9. ↑  W składzie: Jekatierina Iwanowa, Olga Nazarowa, Ludmiła Anańka, Ołena Zubryłowa
10. ↑  W składzie: Katrin Apel, Uschi Disl, Andrea Henkel, Kati Wilhelm
11. ↑  W składzie: Ann-Elen Skjelbreid, Linda Grubben, Gunn Margit Andreassen, Liv Grete Poirée
12. ↑  W składzie: Olga Pylowa, Galina Kuklewa, Swietłana Iszmuratowa, Albina Achatowa